# Cazadores-recolectores occidentales

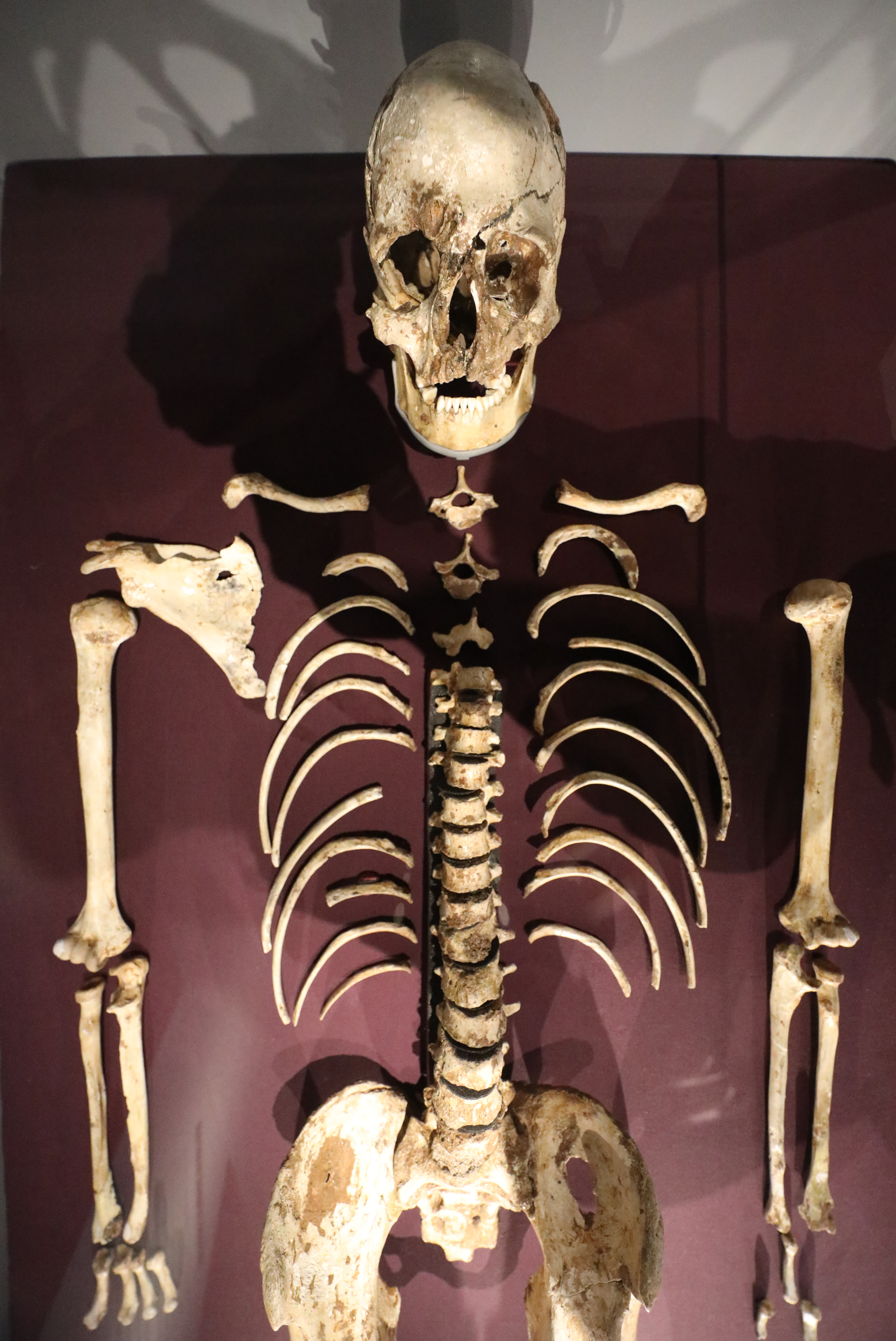
Los restos fósiles del hombre de Cheddar, un ejemplar de cazador-recolector occidental.

En arqueogenética, el término cazador-recolector occidental o cazador-recolector europeo occidental (frecuentemente denominados WHG, por las siglas de la expresión Western Hunter-Gatherers en inglés), es el nombre que se asigna a los miembros de un grupo genéticamente distintivo de cazadores-recolectores que habitó Europa occidental, meridional y central durante el Epigravetiense tardío y el Mesolítico. Su área de hábitat se extendía desde las islas británicas en el oeste hasta los Cárpatos en el este. Junto con los cazadores-recolectores escandinavos (SHG) y los cazadores-recolectores orientales (EHG), los cazadores-recolectores occidentales constituyeron uno de los tres grupos genéticos humanos principales presentes en Europa durante el holoceno temprano.
Hace alrededor de 8.000 años los cazadores-recolectores occidentales iniciaron su transición a un modo de vida sedentario al mezclarse con los primeros agricultores provenientes de Anatolia quienes se propagaron por Europa durante la revolución neolítica.